# ギスルフ1世 (フリウーリ公)

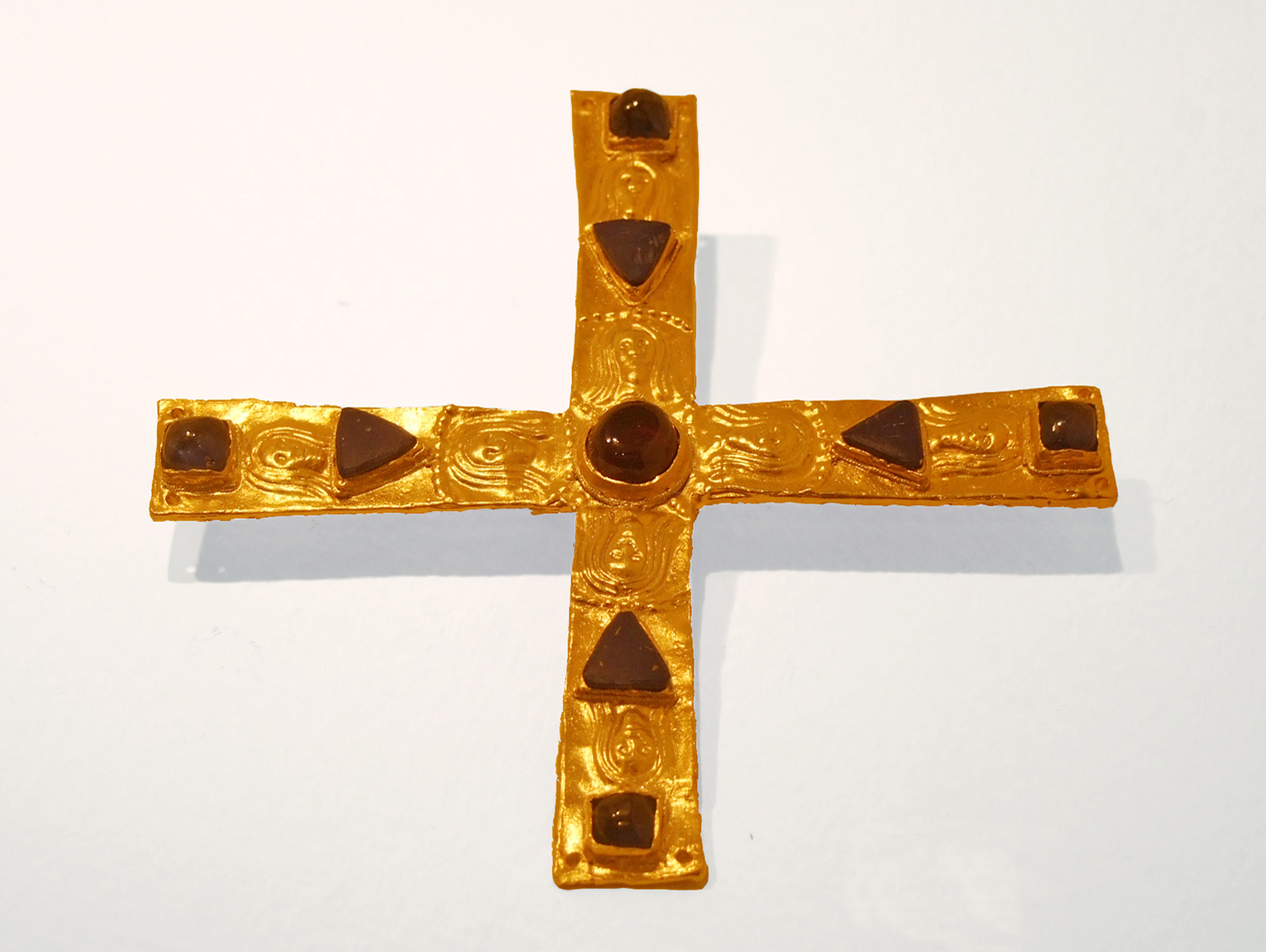
ギスルフ十字。伝統的にギスルフ1世が起源とされる。

ギスルフ1世 (ラテン語: Gisulfus I) は、初代フリウーリ公（在位: 569年ごろ - 590年）とされる人物。ランゴバルド王国の建国者アルボインの甥である。569年、イタリアに侵入したアルボインが南方へ進出する前にギスルフを公に任命しこの地域に留め置いた。なお、彼の父グラスルフ1世を初代フリウーリ公と考える説もある。
それ以前は、ギスルフはアルボインの盾持ちだった。パウルス・ディアコヌスは、彼を「何にも適した男」と評している。ギスルフはアルボインの許可を得て自分とともにフリウーリに残る人々を選び、指導者としての栄誉を得た。同時に、アルボインは大きな牝馬の群れを授けた。
ギスルフ1世は575年以降の諸公の時代も通して在位し、585年に死去した。息子のギスルフ2世が後を継いだ。